# Taeniaptera munda
Taeniaptera munda är en tvåvingeart som beskrevs av Wulp 1897. Taeniaptera munda ingår i släktet Taeniaptera och familjen skridflugor. Inga underarter finns listade i Catalogue of Life.